# Кумра
Кумра (фр. Koumra) — місто в Чаді, розташоване в регіоні Мандуль. Це шосте за населенням місто в Чаді.

## Клімат
Місто знаходиться у зоні, котра характеризується кліматом тропічних саван. Найтепліший місяць — квітень із середньою температурою 30.3 °C (86.5 °F). Найхолодніший місяць — грудень, із середньою температурою 24.7 °С (76.5 °F).
| Клімат Кумри            | Клімат Кумри | Клімат Кумри | Клімат Кумри | Клімат Кумри | Клімат Кумри | Клімат Кумри | Клімат Кумри | Клімат Кумри | Клімат Кумри | Клімат Кумри | Клімат Кумри | Клімат Кумри | Клімат Кумри |
| Показник                | Січ.         | Лют.         | Бер.         | Квіт.        | Трав.        | Черв.        | Лип.         | Серп.        | Вер.         | Жовт.        | Лист.        | Груд.        | Рік          |
| Середня температура, °C | 25,1         | 27,6         | 30,2         | 30,3         | 28,9         | 26,8         | 25,4         | 24,9         | 25,4         | 26,4         | 26           | 24,7         | 26,8         |
| Норма опадів, мм        | 0            | 0.1          | 5.4          | 28.3         | 73.4         | 118.9        | 212.4        | 257.3        | 167.2        | 42.9         | 1.7          | 0            | 907.6        |
| Днів з опадами          | 0,1          | 3            | 1,8          | 3,9          | 8,7          | 10,8         | 15,3         | 17,3         | 13,8         | 7,8          | 1,7          | 0,2          | 84,4         |
| Вологість повітря, %    | 34.8         | 29.4         | 35.3         | 49.9         | 61.4         | 72           | 79.3         | 81.6         | 79.2         | 72.5         | 56.3         | 43.4         | 57.9         |
| ----------------------- | ------------ | ------------ | ------------ | ------------ | ------------ | ------------ | ------------ | ------------ | ------------ | ------------ | ------------ | ------------ | ------------ |
| Джерело: Weatherbase    |              |              |              |              |              |              |              |              |              |              |              |              |              |

## Населення
| 1993   | 2010   |
| ------ | ------ |
| 26 702 | 39 852 |